# April Love (Lied)
April Love ist ein 1957 erschienenes Lied, das von Sammy Fain komponiert und von Paul Francis Webster getextet wurde. Es wurde als Titelsong für den Film Junges Glück im April (Originaltitel: April Love) geschrieben und von Pat Boone, der neben Shirley Jones auch die Hauptrolle im Film spielte, vorgestellt und gesungen. Begleitet wurde er von Billy Vaughn und seinem Orchester. Das Lied erhielt eine Oscarnominierung.

## Liedtext

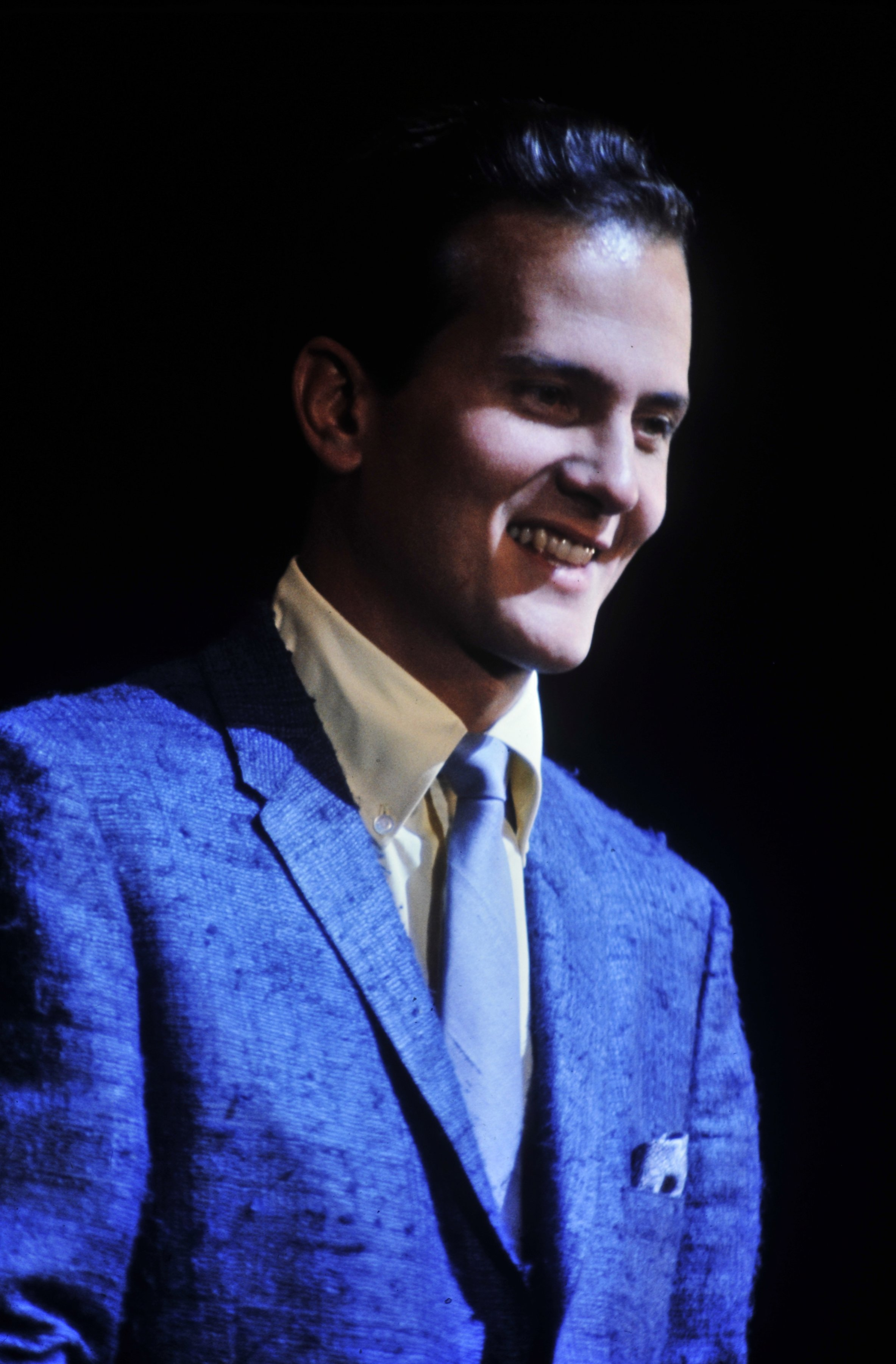
Pat Boone, der Sänger des Liedes

Aprilliebe („April Love“) ist eine Liebe für sehr junge Menschen, bei denen jeder Stern ein Wunschstern ist, der für sie glänzt. Aprilliebe verheißt die sieben Wunder und schon ein zarter Kuss bedeutet viel. Manchmal bringt ein Apriltag auch Regen, Regen, um den Blumen beim Wachsen zu helfen. Aber Aprilliebe kann einem auch durch die Finger gleiten, wenn sie aber wahrhaft ist, lass sie nicht gehen …

## Erfolg
Begünstigt durch die Veröffentlichung im Film entwickelte sich April Love für Pat Boone in den USA zu einem Nummer-eins-Hit. Im Oktober 1957 erreichte das Lied in den US Billboard Charts Platz 1 und konnte sich 26 Wochen in den Charts halten. Auch in Australien war der Song im Februar 1958 auf Platz 1 gelistet und das für sechs Wochen. In Kanada erreichte das Lied im Oktober 1957 Platz 3 und konnte sich 16 Wochen in den Ranglisten halten, erfolgreich war es außerdem in Flandern (Januar 1958/Platz 4/7 Monate) und im Vereinigten Königreich (Dezember 1957/Platz 7/23 Wochen). Gelistet wurde der Song außerdem in den US invalid BB #25, POP 25 in 1957, US-CashBox 36 in 1957, US BB 45 in 1958, Italien 66 in 1958, UKMIX 302, RYM 80 in 1957.
Für Pat Boone war April Love weltweit gesehen sein dritterfolgreichstes Lied nach Speedy Gonzales und Love Letters in the Sand. Gesichtet wurden 74 Songs des Sängers.

### Coverversionen
Die Popsängerin Jane Morgan coverte den Song 1958 und veröffentlichte ihn auf ihrem Album All the Way (KAPP KL-1080). Connie Francis sang das Lied 1959. Eine weitere Coverversion wurde von Johnny Mathis 1964 veröffentlicht. Auch Richard Chamberlain sang das Lied. Norrie Paramor spielte den Song auf dem Klavier, begleitet von seinem Orchester. Annunzio Mantovani und sein Orchester spielten den Song ebenfalls. Ray Conniff veröffentlichte das Lied mit seinem Orchester und Chorbegleitung 1965 auf seinem Album Friendly Persuasion.

## Auszeichnung
Sammy Fain und Paul Francis Webster waren auf der Oscarverleihung 1958 mit dem Lied in der Kategorie „Bester Song“ für einen Oscar nominiert, der jedoch an Jimmy Van Heusen und Sammy Cahn und ihr Lied All the Way aus dem Filmdrama Schicksalsmelodie ging, das von Frank Sinatra gesungen wurde.
Junges Glück im April war zudem in drei Kategorien für den Laurel Award nominiert und Gewinner des Boxoffice Blue Ribbon Award.